# لويس إس. ارين
لويس إس. ارين (بالإنجليزية: Louis S. Warren)‏ هو مؤرخ أمريكي، ولد في 8 ديسمبر 1962 في بوكاتيلو في الولايات المتحدة.